# الدوري النرويجي الممتاز
الدوري النرويجي الممتاز (بالنرويجية: Eliteserien) هي الدرجة الممتازة لكرة القدم في النرويج، ويشارك في الدوري الممتاز 16 نادي. وتم تأسيسه في عام 1991.